# Мохорє
Мохорє (словен. Mohorje) — поселення в общині Велике Лаще, Осреднєсловенський регіон, Словенія. 
Висота над рівнем моря: 794,2 м.